# Pallavolo ai XVI Giochi panamericani - Torneo maschile
Il XVI campionato di pallavolo maschile ai Giochi panamericani si è svolto dal 24 al 29 ottobre 2011 a Guadalajara in Messico, durante i XVI Giochi panamericani. Hanno preso parte al torneo 8 squadre nazionali nordamericane e sudamericane.
La vittoria è andata al Brasile, che in finale ha battuto la nazionale cubana, bissando il successo del 2007 ai Giochi panamericani di Rio de Janeiro. In totale è il quarto titolo ai giochi per la pallavolo maschile brasiliana.

## Partecipanti
- Argentina
- Brasile
- Canada
- Cuba
- Messico
- Porto Rico
- Stati Uniti
- Venezuela

## Gironi
| Girone A                         | Girone B                              |
| -------------------------------- | ------------------------------------- |
| Messico Cuba Argentina Venezuela | Brasile Stati Uniti Porto Rico Canada |

Le 8 squadre sono divise in 2 gruppi, le vincenti sono promosse direttamente in semifinale, le seconde e terze classificate sono promosse ai quarti di finale.

## Fase finale

### Finali 1º e 3º posto
|  | Quarti | Quarti      | Quarti |  |  | Semifinali | Semifinali | Semifinali |  |  | Finale 1º posto | Finale 1º posto | Finale 1º posto |
|  |        |             |        |  |  |            |            |            |  |  |                 |                 |                 |
|  |        |             |        |  |  | A1         | Cuba       | 3          |  |  |                 |                 |                 |
|  | B2     | Porto Rico  | 2      |  |  |            | Messico    | 2          |  |  |                 |                 |                 |
|  | A3     | Messico     | 3      |  |  |            |            |            |  |  |                 | Cuba            | 1               |
|  |        |             |        |  |  |            |            |            |  |  |                 | Brasile         | 3               |
|  |        |             |        |  |  | B1         | Brasile    | 3          |  |  |                 |                 |                 |
|  | A2     | Argentina   | 3      |  |  |            | Argentina  | 1          |  |  | Finale 3° posto | Finale 3° posto | Finale 3° posto |
|  | B3     | Stati Uniti | 2      |  |  |            |            |            |  |  |                 | Messico         | 2               |
|  |        |             |        |  |  |            |            |            |  |  |                 | Argentina       | 3               |

### Finali 5º e 7º posto
|  | Semifinali  | Semifinali  | Semifinali  |             |        | Finale 5º posto | Finale 5º posto | Finale 5º posto |  |
|  |             |             |             |             |        |                 |                 |                 |  |
|  | Porto Rico  | Porto Rico  | 1           |             |        |                 |                 |                 |  |
|  | Porto Rico  | Porto Rico  | 1           |             |        |                 |                 |                 |  |
|  | Canada      | Canada      | 3           |             |        |                 |                 |                 |  |
|  | Canada      | Canada      | 3           |             | Canada | Canada          | 2               |                 |  |
|  |             |             |             |             | Canada | Canada          | 2               |                 |  |
|  |             |             | Stati Uniti | Stati Uniti | 3      |                 |                 |                 |  |
|  | Stati Uniti | Stati Uniti | Stati Uniti | Stati Uniti | 3      | 3               |                 |                 |  |
|  | Stati Uniti | Stati Uniti |             |             |        | 3               |                 |                 |  |
|  | Venezuela   | Venezuela   | 2           |             |        | Finale 7º posto | Finale 7º posto | Finale 7º posto |  |
|  | Venezuela   | Venezuela   | 2           |             |        |                 |                 |                 |  |
|  |             |             |             |             |        |                 |                 |                 |  |
|  |             |             |             |             |        | Porto Rico      | Porto Rico      | 3               |  |
|  |             |             |             |             |        | Porto Rico      | Porto Rico      | 3               |  |
|  |             |             |             |             |        | Venezuela       | Venezuela       | 2               |  |

## Podio

### Campione
Formazione: 1 Bruno de Rezende, 2 Gustavo Endres, 3 Luiz Fonteles, 5 Murilo Radke, 6 Maurício Silva, 7 Thiago Alves, 11 Maurício de Souza, 12 Renato Russomanno, 14 Wallace Martins, 16 Éder Carbonera, 18 Wallace de Souza, 19 Mário Pedreira, CT: Roberley Leonaldo

### Secondo posto
Formazione: 1 Wilfredo León, 4 Yassel Perdomo, 6 Keibel Gutierrez, 8 Rolando Cepeda, 9 Yulian Duran, 12 Henry Bell, 14 Raydel Hierrezuelo, 15 Dariel Albo, 16 Isbel Mesa, 17 Yosniel Guillen, 18 Yoandry Diaz, 19 Fernando Hernández, CT: Orlando Samuels

### Terzo posto
Formazione: 2 Iván Castellani, 5 Nicolás Uriarte, 8 Maximiliano Cavanna, 9 Gonzalo Quiroga, 10 Nicolás Bruno, 11 Sebastián Solé, 12 Federico Pereyra, 13 Alejandro Toro, 14 Pablo Crer, 17 Mariano Giustiniano, 18 Franco López, 19 Maximiliano Gauna, CT: Carlos Weber

## Classifica finale
| Classifica | Squadre     |
| ---------- | ----------- |
|            | Brasile     |
|            | Cuba        |
|            | Argentina   |
| 4          | Messico     |
| 5          | Stati Uniti |
| 6          | Canada      |
| 7          | Porto Rico  |
| 8          | Venezuela   |